# Live al Vincanto
Live al Vincanto è un album di Filippo Malatesta pubblicato nel 2005.

## Tracce
1. Intro – 0:46
2. Denaro re – 4:30
3. Sogni porno – 2:57
4. Non voglio sentire niente – 5:03
5. Niente per niente – 4:33
6. Con o senza me – 7:56
7. Se nasco un'altra volta – 3:00
8. Regola logica – 5:09
9. Alla grande – 4:36
10. Boh – 3:35
11. Cento giorni – 4:30
12. A volte il paradiso – 5:01
13. Il gatto – 4:33
14. Luna park – 4:59
15. Domani – 3:37
16. La figlia del re – 6:27
17. Eli è là (studio version) – 4:24